# Кралство на бургундите
Кралството на бургундите или Първо кралство Бургундия кралство е средновековна независима държава в германското племе бургунди, просъществувала през V век в днешните райони Рейнланд, а след това в Савоя.

## История

### Произход
Бургундите мигрират от скандинавския остров Борнхолм в басейна на Висла през III век след Христа. Първи техен крал, въпреки че не е исторически доказан, е Гибика (на латински: Gebicca), живял в края на IV век.
През 406 г. алани, вандали, свеви и бургунди прекосяват Рейн и нахлуват в пределите на Римската империя. Бургундите се установяват като Федерати в римската провинция Долна Германия по поречието на Рейн.

### Кралство
През 411 г. бургундският крал Гундахар (наричан и Гунтер) в сътрудничество с Гоар, крал на аланите, интронизира Йовин като марионетен западноримски император. Под тази егида Гюнтер се заселва на римския западен бряг на река Рейн, между реките Лаутер и Нае, като заема селищата, днес известни като Вормс, Шпайер и Страсбург. Очевидно, в рамките на договор за примирие император Хонорий по-късно официално им „дарява“ тази земя. Олимпиодор от Тива също споменава Guntiarios, когото наричаха „командир на Бургундите“ през 411 при узурпирането на Долна Германия от страна на Йовин.
Въпреки новия си статут на федерати, бургундите редовно провеждат набези в римска Галия Белгика. Това става нетърпимо за римляните и през 436 римският пълководец Флавий Аеций заедно с хунски наемници напада бургундите. Гунтер е убит в сраженията заедно с много от неговите съплеменници.Тази кампания е историческият прототип, в който се крие произходът на средновековната поема песен за нибелунгите.
Гунтер е наследен от Гундиох през 437, а през 443 останалите бургунди са преместени от Аеций отново като федерати в Сапаудия (т.е. Савоя) и в римската провинция Секвански Предели, където те установяват столицата си в Лугдунум (сега Лион). Техните усилия да разширят своето кралство на юг по поречието на Рона ги въвежда в конфликт с Вестготското Кралство. През 451 Гундерик си партнира с Аеций срещу Атила, вожд на хуните в битката за каталаунските полета.

## От Римска към Франкска империя
Когато Гундерик умира през 473, неговото кралство е разделено между четирите му сина: Гундобад (473–516 в Лион, цар на всички Бургунди от 480), Хилперих (473–493 във Валенция, Гундомар (473–486 във Виен) и Годегизел (473–500, Виен и Женева). След падането на Римската империя през 476 г. крал Гундобад сключва съюз с могъщия франкски крал Хлодвиг I срещу заплахата от остготския крал Теодорих Велики. В Бургундия е съставен Lex Burgundionum, древногермански правен кодекс. Когато Рим не е вече в състояние да осигури защита на жителите на Галия, секваните се обединяват с бургундите във Второ Кралство Бургундия.
Според Григорий от Тур (538 – 594) през 493 г. Гундобад убива брат си Хилперих II и изпраща в изгнание дъщеря му Клотилда, съпруга на Меровинга Хлодвиг, крал на франките, който е завладял Северна Галия. Спадът на бургундксото кралство започва, когато то е нападнато от своите бивши франкски съюзници. В 523, синовете на крал Хлодвиг и Клотилда завладяват голяма част от бургундската територия в отмъщение за убийството на дядо им. през 532 г. бургундците са окончателно победени от франките в битката при Отун, при която крал Годомар II е убит и Бургундия е включена във Франкската империя през 534.

## Списък на царете
- Гибика (края на IV век – 407)
- Годомар (407 – 411), син на Гибика
- Гизелхер (407 – 411), син на Гибика
- Гундахар (407 – 436), син на Гибика

Флавий Аеций премества бургундите в Сапаудия (горната част на басейна на река Рона).
- Гундиох (436–473)
  - Хилперих I, брат на Гундиох (443–Xi. 480)
- разделение на царството между четири сина на Гундиох:
  - Гундобад (473–516 в Лион, цар на цялата Бургундия от 480),
  - Хилперих II (473–493 във Валансиен)
  - Гундомар (473–486 в Вьен)
  - Годегизел (473–500, Виена и Женева)
- Зигизмунд, син на Gundobad (516–523)
- Годомар II, син на Гундобад (523–532)